# Tyranniscus
Tyranniscus is een geslacht van zangvogels uit de familie tirannen (Tyrannidae). Eerder werden de soorten in dit geslacht gerekend tot het geslacht Phyllomyias.

## Soorten
Het geslacht kent de volgende drie soorten:
- Tyranniscus cinereiceps – Grijskopvliegenpikker
- Tyranniscus nigrocapillus – Monniksvliegenpikker
- Tyranniscus uropygialis – Goudstuitvliegenpikker